# Макленахан, Хью
Хью Макле́нахан (англ. Hugh McLenahan; 23 марта 1909 — май 1988) — английский футболист, хавбек.

## Футбольная карьера
Уроженец Гортона, Манчестер, Макленахан выступал за ряд местных футбольных команд, включая «Стейлибридж Селтик» и «Блэкпул». В феврале 1927 года подписал любительский контракт с клубом «Стокпорт Каунти». В этом клубе его заметили скауты «Манчестер Юнайтед». Согласно футбольной легенде, «Стокпорт», в то время испытывавший финансовые трудности, проводил благотворительную ярмарку («базар») для сбора средств. Об этом узнал ассистент главного тренера «Манчестер Юнайтед» Луис Рокка, чья семья успешно управляла бизнесом по производству мороженого в манчестерском районе Ньютон-Хит. Рокка подарил холодильник, полный мороженого, в пользу этой ярмарки для сбора средств, а «Стокпорт» взамен освободил Макленахана от контрактных обязательств, и в мае 1927 года он стал игроком «Юнайтед».
Макленахан дебютировал в составе «Манчестер Юнайтед» 4 февраля 1928 года в матче против «Тоттенхэм Хотспур». В оставшейся части сезона сыграл ещё 9 матчей и помог команде избежать вылета во Второй дивизион. Из-за перелома ноги пропустил большую часть сезона 1928/29, сыграв только один матч (против бирмингемского клуба «Астон Вилла» 27 августа 1928 года).
Восстановившись от травмы, вышел на поле только 12 октября 1929 года в матче против «Гримсби Таун». Позднее в том же сезоне, выступая на позиции правого инсайда, забил 6 голов в 5 матчах подряд в апреле 1930 года. В целом он выступал на разных позициях, будучи игроком-универсалом, хотя не всегда попадал в основной состав. За 10 сезонов в клубе сыграл 116 матчей и забил 12 мячей. В нескольких матчах выводил «Юнайтед» с капитанской повязкой. К середине 1930-х годов стал редко попадать в основной состав, а в декабре 1936 года был продан в «Ноттс Каунти».
Макленахан выступал за «Ноттс Каунти» почти два сезона, будучи там игроком основного состава. В сентябре 1939 года его карьера была прервана войной. После возобновления соревнований в 1945 году ему было уже 36 лет, поэтому больше в профессиональный футбол он не играл.
Умер в Маклсфилде, Чешир, в мае 1988 года в возрасте 79 лет.

## Статистика выступлений
| Клуб              | Сезон            | Лига | Лига | Кубок | Кубок | Итого | Итого |
| Клуб              | Сезон            | Игры | Голы | Игры  | Голы  | Игры  | Голы  |
| ----------------- | ---------------- | ---- | ---- | ----- | ----- | ----- | ----- |
| Манчестер Юнайтед | 1927/28          | 10   | 1    | 0     | 0     | 10    | 1     |
| Манчестер Юнайтед | 1928/29          | 1    | 0    | 0     | 0     | 1     | 0     |
| Манчестер Юнайтед | 1929/30          | 10   | 6    | 0     | 0     | 10    | 6     |
| Манчестер Юнайтед | 1930/31          | 21   | 1    | 0     | 0     | 21    | 1     |
| Манчестер Юнайтед | 1931/32          | 11   | 0    | 1     | 0     | 12    | 0     |
| Манчестер Юнайтед | 1932/33          | 24   | 2    | 1     | 0     | 25    | 2     |
| Манчестер Юнайтед | 1933/34          | 22   | 0    | 2     | 1     | 24    | 0     |
| Манчестер Юнайтед | 1934/35          | 10   | 1    | 0     | 0     | 10    | 1     |
| Манчестер Юнайтед | 1935/36          | 0    | 0    | 0     | 0     | 0     | 0     |
| Манчестер Юнайтед | 1936/37          | 3    | 0    | 0     | 0     | 3     | 0     |
| Манчестер Юнайтед | Итого            | 112  | 11   | 4     | 1     | 116   | 12    |
| Ноттс Каунти      | 1936/37          | 17   | 0    | 0     | 0     | 17    | 0     |
| Ноттс Каунти      | 1937/38          | 29   | 1    | 2     | 0     | 31    | 1     |
| Ноттс Каунти      | 1938/39          | 8    | 0    | 0     | 0     | 8     | 0     |
| Ноттс Каунти      | Итого            | 54   | 1    | 2     | 0     | 56    | 1     |
| Всего за карьеру  | Всего за карьеру | 166  | 12   | 6     | 1     | 172   | 13    |